# Dystrykt Bolan
Dystrykt Bolan (beludżi/urdu: ضلع کچھی) – dystrykt w południowo-zachodnim Pakistanie w prowincji Beludżystan. W 1998 roku liczył 288 056 mieszkańców (z czego 53,98% stanowili mężczyźni) i obejmował 38 727 gospodarstw domowych. Siedzibą administracyjną dystryktu jest Dhadar.